# Église du Précieux-Sang
Pour les articles homonymes, voir Église du Précieux-Sang (Bruxelles).
L'église du Précieux-Sang de Repentigny est une église catholique située sur la rue Chauveau, à Repentigny, dans la province de Québec, au Canada. C'est la plus grande église de style moderne de Lanaudière.

## Histoire
La paroisse a été érigée en 1962, à la suite de la construction de l'Église Notre-Dame-des-Champs. L'église ne fut construite que sept ans plus tard avec les plans de l'architecte Jean Daunais et les œuvres contemporaines de l'artiste à succès espagnol Jordi Bonet. 

## Architecture
C'est une église de taille assez modeste. Elle peut accueillir à peu près 600 personnes assises.

## Orgue
L'orgue a été fabriqué en 1984 par le facteur Guilbault-Thérien, possède 19 jeux et a désormais l'opus 23.

## Situation
L'église est située sur la rue Chauveau, près du Boulevard Iberville et de la Rue Valmont. Assez près, il y a la grande école secondaire Jean-Baptiste Meilleur et le Moulin Grenier.

## Chronologie
- Évolution du bâtiment :
  - 1962 : création de la paroisse
  - 1968 : début de la construction
  - 1969 : fin de la construction
  - 1984 : installation de l'orgue Guilbault-Thérien